# Vụ đánh bom Sankt-Peterburg 2023
Vào ngày 2 tháng 4 năm 2023, một vụ đánh bom đã xảy ra tại quán cà phê Street Food Bar №1 ở bờ kè Universitetskaya thuộc địa phận Sankt-Peterburg, Nga. Blogger quân sự Nga Vladlen Tatarsky, tên thật là Maxim Fomin đã thiệt mạng trong vụ nổ với 42 người bị thương, 24 trong số đó phải viện bao gồm 6 người trong tình trạng nguy kịch.
Ủy ban chống khủng bố quốc gia (NAC) của Nga đã cáo buộc cơ quan tình báo Ukraine cùng những kẻ ủng hộ Aleksey Anatolyevich Navalnyy đứng đằng sau vụ đánh bom, người phát ngôn cho điện Kremlin Dmitriy Sergeyevich Peskov cũng đã lặp lại tuyên bố, đồng thời gọi đây là một "hành động khủng bố". Cố vấn Tổng thống Ukraine Mykhailo Podolyak đã đổ lỗi vụ tấn công do những thành phần "khủng bố trong nước" và "đấu đá chính trị nội bộ", trong khi các đồng minh của Navalny lại bác bỏ cáo buộc và tuyên bố nhiều khả năng do các cơ quan tình báo Nga đứng đằng sau vụ đánh bom. Quân đội Cộng hòa Quốc gia Nga (NRA) đã nhận trách nhiệm về vụ tấn công.

## Bối cảnh
Trong năm 2022, một số doanh nhân Nga đã được tìm thấy tử vong trong những tình huống bí ẩn. Ngoài ra, Ukraine đã bị cáo buộc đứng sau các cuộc tấn công chống lại các nhân vật ủng hộ chiến tranh, điển hình như vụ sát hại Darya Dugina.
Vladlen Tatarsky là một blogger quân sự có ảnh hưởng tại NGa với hơn 560.000 người theo dõi trên Telegram. Trước khi tử vong, anh thường chỉ trích các chiến lược của Nga trong cuộc xâm lược Ukraine của Nga nhưng cũng là người ủng hộ nhiệt thành cuộc xâm lược.
Quán cà phê nơi vụ đánh bom xảy ra thuộc sở hữu của Yevgeny Prigozhin. Câu lạc bộ thảo luận Cyber Z Front thường tụ tập tại đây vào các ngày cuối tuần.

## Vụ đánh bom
Theo một số nguồn tin, bảo gồm cả chính quyền Nga, Vladlen Tatarsky đã được một người phụ nữ tặng cho một bức tượng nhỏ và sau đó bức tượng này đã phát nổ. Sức mạnh của chất nổ bên trong bức tượng được cho là lớn hơn 200 g đương lượng nổ TNT. Vụ nổ đã làm sập khu vực phía trước của quán cà phê. Cảnh sát ngay sau đó đã được gọi đến hiện trường vào lúc 18:13 phút theo giờ địa phương.

## Nạn nhân
Theo Bộ Y tế Nga, một người (Vladlen Tatarsky) đã chết. Đến tối ngày 2 tháng 4, số người bị thương đã tăng lên 42 người. Trong số đó, 24 người đã được đưa đến các cơ sở y tế ở Saint Petersburg từ quán cà phê. 6 người bị thương được đánh giá trong tình trạng nghiêm trọng.

## Nghi phạm
Các cơ quan thực thi pháp luật Nga đã bắt đầu điều tra vụ việc ngay sau khi vụ đánh bom được diễn ra.
Một người dân địa phương ở Saint Petersburg, Darya Yevgenyevna Trepova (Дарья Евгеньевна Трепова; sinh ngày 16 tháng 2 năm 1997) đã bị Ủy ban Điều tra xem là nghi phạm. Các nhà điều tra cho rằng cô đã mang đến quán cà phê một chiếc hộp có tượng bán thân của Tatarsky, trong đó có một thiết bị nổ. Trước đó, cô đã bị giam giữ trong 10 ngày cùng với chồng sau khi tham gia một cuộc biểu tình phản chiến chống lại cuộc xâm lược Ukraine của Nga vào hôm 24 tháng 2 năm 2022 vì phớt lờ lệnh giải tán của cảnh sát. Các quan chức Nga cũng đã gọi cô là "người ủng hộ tích cực" cho nhà lãnh đạo phe đối lập đang bị giam giữ Alexei Navalny.